# Mubarak Khoja
Mubarak Khoja fou kan de l'Horda Oriental (Horda Blava a les fonts turcomongoles i russes i Horda Blanca a les fonts perses) coneguda com a ulus d'Orda. Va succeir al seu germà Ibisan Khan el 1320 i tenia el suport del kan de l'Horda d'Or, Uzbeg Khan perquè era musulmà.
Se suposa que no va complir amb les expectatives d'Uzbeg, el qual va enviar el seu fill Tinibeg per enderrocar-lo vers el 1344. Tinibeg va posar al tron al nebot de Mubarak, de nom Chimtai (Tjimtai). No és clar si Mubarak Khoja va viure encara uns anys després del seu enderrocament o va morir el 1344 sent enterrat a Sighnak. Es va trobar una moneda seva a Ekaterinoslav, que fou la primera moneda de la seva Horda, en què es titula "El Just Sultà Mubarak Khoja el regant del que la vulgui Déu allargar"
 i fou encunyada a Sighnak el 1329 o 1338/1339 (729 o 739 de l'hègira).
| Mubarak Khoja Casa de Borjigin (Боржигин) (1206-1635) |                                 |                      |
| Precedit per: Ilbasan Khan                            | Khan de l'Horda Blava 1320-1344 | Succeït per: Tjimtai |